# Намісник Чжилі

Намісником Чжили (маньчжурська: ᡷᡳᠯᡳ ᡠᡥᡝᡵᡳ ᡴᠠᡩᠠᠯᠠᡵᠠ ᠠᠮᠪᠠᠨ jyli uheri kadalara amban, спрощ.: 直隶总督; кит. трад.: 直隸總督; Вейд-Джайлз: Chih2-li4 Tsung3-tu1) називали верховного сановника цинського Китаю, резиденцією якого служив Тяньцзінь.
Чжилі — прийнята в манчжурській традиції назва китайської провінції Хебей, яка через свою близькість до Пекіну мала особливе становище і вважалася столичною. Сама назва провінції позначає буквально «безпосередньо керована». На заході Цинської держави протягом чверті століття пост намісника Чжилі займав одіозний Лі Хунчжан.
У 1928 після перемоги сил Гоміньдану китайська столиця перенесена в Нанкін, а провінція Чжилі перейменована в Хебей.